# Campos Verdes
Campos Verdes är en kommun i Brasilien.   Den ligger i delstaten Goiás, i den centrala delen av landet, 260 km nordväst om huvudstaden Brasília. Antalet invånare är 5 022.
Omgivningarna runt Campos Verdes är huvudsakligen savann. Runt Campos Verdes är det glesbefolkat, med 13 invånare per kvadratkilometer.